# 신발을 벗는 관습

실내에서 신발을 벗는 나라(초록색)와 벗지 않는 나라(파란색)

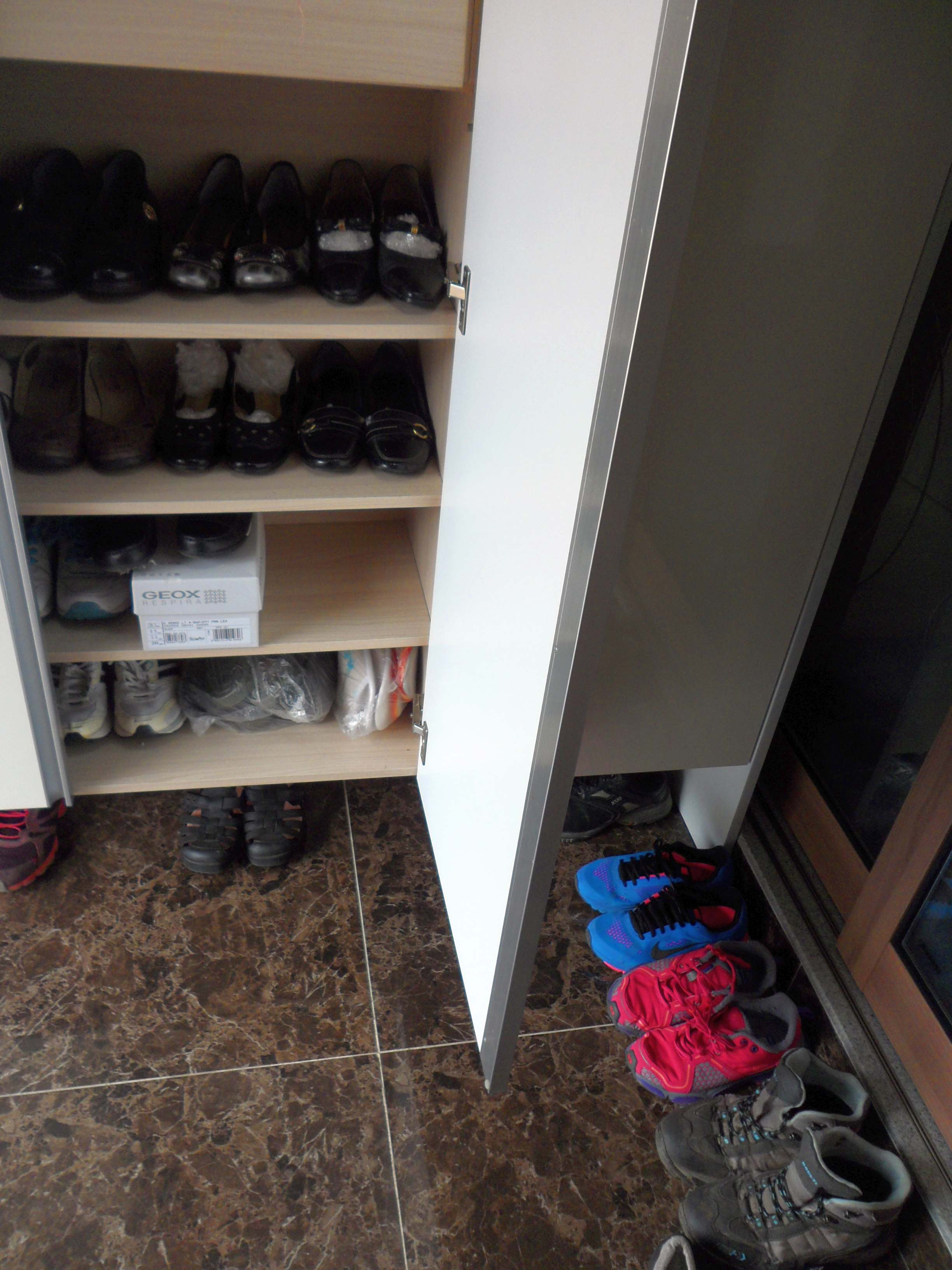
신발장이 있는 한국의 현관

많은 문화권에서 집이나 사원, 학교 등에서 신발을 벗는다.

## 지역별 관습

### 아시아
한국, 중국, 일본, 카자흐스탄, 이란, 튀르키예, 아프가니스탄, 인도, 파키스탄, 부탄, 타이완, 베트남, 방글라데시, 아랍 세계, 태국, 라오스, 미얀마, 싱가포르, 말레이시아, 인도네시아, 필리핀 등 여러 아시아 지역에서 실내에 들어갈 때 신발을 벗는다.
한국에서는 집에서 신발을 신는 경우가 거의 없다. 집 안에서 맨발로 있거나 양말, 실내용 슬리퍼 등을 신으며, 학생들이 학교 안에서도 실내화를 신는다. 음식점이나 체육관 등에 들어갈 때 신발을 벗어야 하는 경우도 있고, 정자 등에 올라갈 때도 신발을 벗는다.
중국에서는 집에 들어갈 때 신발을 벗고 실내용 슬리퍼로 갈아신는 경우가 많다.
이란에서는 집에 들어갈 때 신발을 벗는다. 유치원이나 학교에서도 신발을 신지 않는 경우가 많다.
아랍 세계에서는 실내에서 신발을 신는 것이 불결하다고 여겨진다.
베트남에서는 집에 들어갈 때 신발을 벗는다. 유치원이나 학교에서도 신발을 벗는 경우가 많다.
태국에서는 집에 들어갈 때 신발을 벗는다. 일부 사찰 건물에 들어갈 때도 신발을 벗어야 하며, 유치원이나 학교에서도 신발을 벗는 경우가 많다.
인도에서는 집에 들어갈 때 신발을 벗는 경우가 많다. 손님이 신발을 벗지 않으면 무례하다 여겨질 수 있다.
파키스탄, 아프가니스탄 등에서는 실내에 카펫을 까는 경우가 많으며, 그 때문에 신발을 벗는다.
이스라엘에서는 집에 들어갈 때 신발을 벗지 않는다. 시나고그에서 강복을 할 때는 코헨(사제)이 신발을 벗는다.

### 아메리카
미국 본토에서는 집에 들어갈 때 보통 신발을 벗지 않지만, 하와이주와 알래스카에서는 신발을 벗는다.
캐나다에서는 집에 들어갈 때 신발을 벗는 경우가 많다. 초등학교에서 실내화를 신지만, 고등학교 등에서는 보통 실외용 신발을 신는다.

### 오세아니아
오세아니아에서는 실내에서 보통 맨발로 지내며 
학교에서는 맨발로 지내는 경우도 있다.

### 유럽
독일, 오스트리아와 북유럽에서는 집 안에 신발(특히 장화나 다른 실외용 신발)을 신고 들어가는 것이 불결하다고 여겨진다. 예외적으로 침실 등을 제외한 공간을 짧게 방문하는 경우에 신발을 신는 것이 허용되기도 한다. 실내 행사 때 정장에 구두를 신는 것 등은 허용이 되지만, 이런 구두는 바깥에서 신고 걸어다니지 않는다.
네덜란드, 벨기에 등에서는 손님이 있는 경우가 아니면 집에서 신발을 신지 않는다.
영국에서는 집에서 신발을 신지 않지만, 맨발로 있는 경우도 드물다. 보통은 양말을 신는다.
아일랜드에서는 집에 들어갈 때 신발을 벗지 않는 경우가 많다. 특히 손님이 신발을 벗는 경우는 아주 드물다.
스페인, 이탈리아, 포르투갈, 프랑스에서는 흔히 신발을 신고 집에 들어간다(프랑스에선 대부분 신발을 벗는다. 따라서 해당글과 윗 사진은 틀린 정보이다.)
동유럽에서는 대부분 집에 들어갈 때 신발을 벗으며, 손님도 신발을 벗는다. 집 안에서 맨발로 있거나 실내용 슬리퍼를 신기도 한다. 특히 겨울에는 학생들이 학교에서 실내화를 신는다. 직장인이 회사에서만 신는 실내화를 두는 것도 흔하다. 교회나 음식점, 극장 등에서는 신발을 벗지 않는다.
러시아에서는 도로가 덜 깨끗하기 때문에 사람들이 아파트 내부를 깨끗하게 유지하기 위해 신발을 벗는다. 야외가 정말 추운 긴 겨울철에는 따뜻한 부츠를 외부에서 착용하고 실내는 따뜻하므로 외출용 부츠를 벗어 두는 것이 편하기 때문이다.  보관됨 2021-07-27 - 웨이백 머신
발칸반도를 포함한 동남유럽에서는 집에 들어갈 때 신발을 벗는다. 집 안에서는 맨발로 있거나 실내용 슬리퍼를 신는다. 성당/교회당이나 다른 공공 시설에서는 신발을 신지만, 모스크에서는 신발을 벗는다.
터키에서는 전통적으로 집에 신발을 벗고 들어가지만 대도시 등에서는 신발을 신고 들어가는 경우도 늘고 있다. 학교나 직장에서는 신발을 벗지 않으며, 모스크 내부에 들어갈 때는 신발을 벗는다.

## 같이 보기
- 현관